# Xermaménil
Xermaménil ist eine französische Gemeinde mit 552 Einwohnern (Stand 1. Januar 2022) im Département Meurthe-et-Moselle in der Region Grand Est. Sie gehört zum Arrondissement Lunéville und zum Gemeindeverband Territoire de Lunéville à Baccarat.

## Geografie
Die Gemeinde Xermaménil liegt an der unteren Mortagne, kurz vor deren Mündung in die Meurthe, etwa zehn Kilometer südöstlich von Lunéville, im Süden des Départements Meurthe-et-Moselle. Das knapp 10,77 km² große Gemeindegebiet ist zum einen durch das breite Mortagnetal gekennzeichnet, das intensiv landwirtschaftlich genutzt wird. Den zweiten großen Naturraum bildet ein nur leicht hügeliges Plateau, das sich zwischen den weitgehend parallel verlaufenden Flüssen Meurthe und Mortagne erstreckt und einen dichten Waldbestand aufweist (Bois de Saint-Mansuy, Bois du Poteau, Teile eines ca. 30 km² großen, zusammenhängenden Waldgebietes). In den Wäldern entspringen zahlreiche Bäche, die teilweise zur Mortagne entwässern (Ruisseau de Norbéménil, Ruisseau d’Apré im Gemeindegebiet von Xermaménil). Auf ihrem Weg speisen sie einige kleine Weiher. Die im Osten der Gemeinde entspringenden Fließgewässer gelangen über den Laxat in die Meurthe. Im Bois du Poteau wird mit 293 m über dem Meer die größte Höhe im Gebiet der Gemeinde erreicht. Zu Xermaménil gehören die Ortsteile und Weiler La Tuilerie, Le Magasin und La Louvière. Nachbargemeinden von Xermaménil sind Rehainviller im Norden, Hériménil im Nordosten und Osten, Gerbéviller im Südosten, Lamath im Südwesten sowie Mont-sur-Meurthe im Nordwesten.

## Geschichte
Die Gemeinde wurde im 12. Jahrhundert erstmals urkundlich erwähnt. Der Ortsname hat sich von Sarmanmasnil (1178) über Xarmamenil (1296), Xarmanmengny (1304) und Xermamesny (1316) zum bis heute gebräuchlichen Xermaménil entwickelt. Am Vorabend der Französischen Revolution gehörte Xermaménil und umliegende Ländereien den Herren Riste aus Nomeny. Das erst 1983 von der Gemeinde angenommene Wappen mit dem von vier Kreuzen umrahmten Mühleisen weist auf die Zugehörigkeit Xermaménils zur Baronie Gerbéviller hin, die 1737 zu einer Markgrafschaft erhoben wurde.
Nach einer Erhebung aus dem Jahr 1907 gab es unter den damals 334 Bewohnern der Gemeinde:
| - elf Bauern - drei Näherinnen - drei Cafébesitzer - zwei Weber - zwei Friseure - zwei Schmiede - zwei Schuhmacher - einen Müller | - einen Bäcker - einen Tabakwarenhändler - einen Herrenausstatter - einen Glaser - einen Zimmermann - einen Lebensmittelhändler - eine Hebamme |

### Namensherkunft
Die im Nordosten Frankreichs sehr häufige Endung -ménil steht für -mühle. Xerma ist von germain (germanisch) abgeleitet.

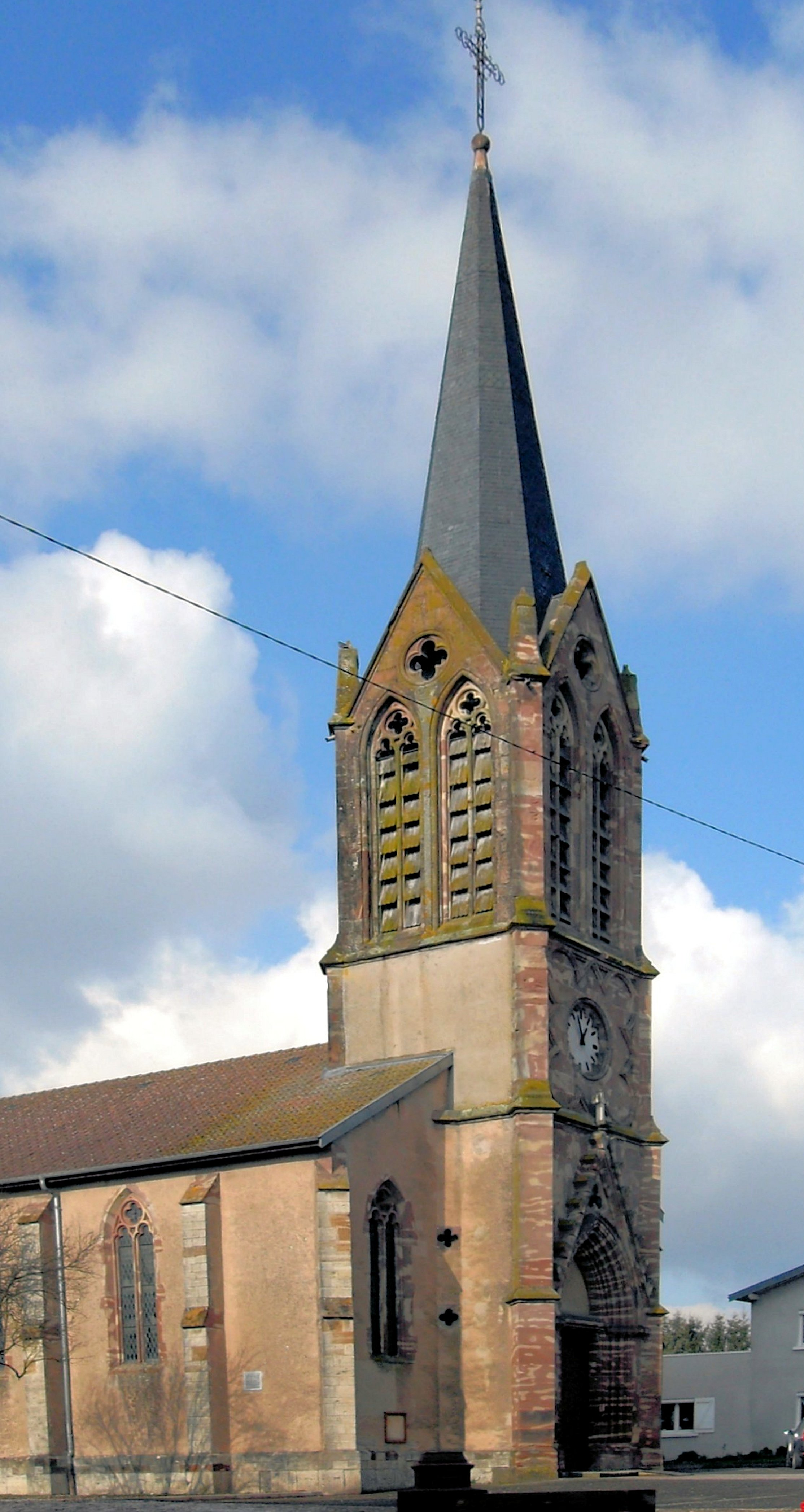
Kirche St. Mansuetus

### Bevölkerungsentwicklung
| Jahr      | 1962 | 1968 | 1975 | 1982 | 1990 | 1999 | 2006 | 2013 | 2022 |
| Einwohner | 297  | 283  | 273  | 305  | 410  | 423  | 504  | 555  | 552  |

In den Jahren 1954 und 1975 wurden mit 273 Bewohnern die bisher geringsten Einwohnerzahlen ermittelt. Die Zahlen basieren auf den Daten von cassini.ehess und INSEE.

## Sehenswürdigkeiten

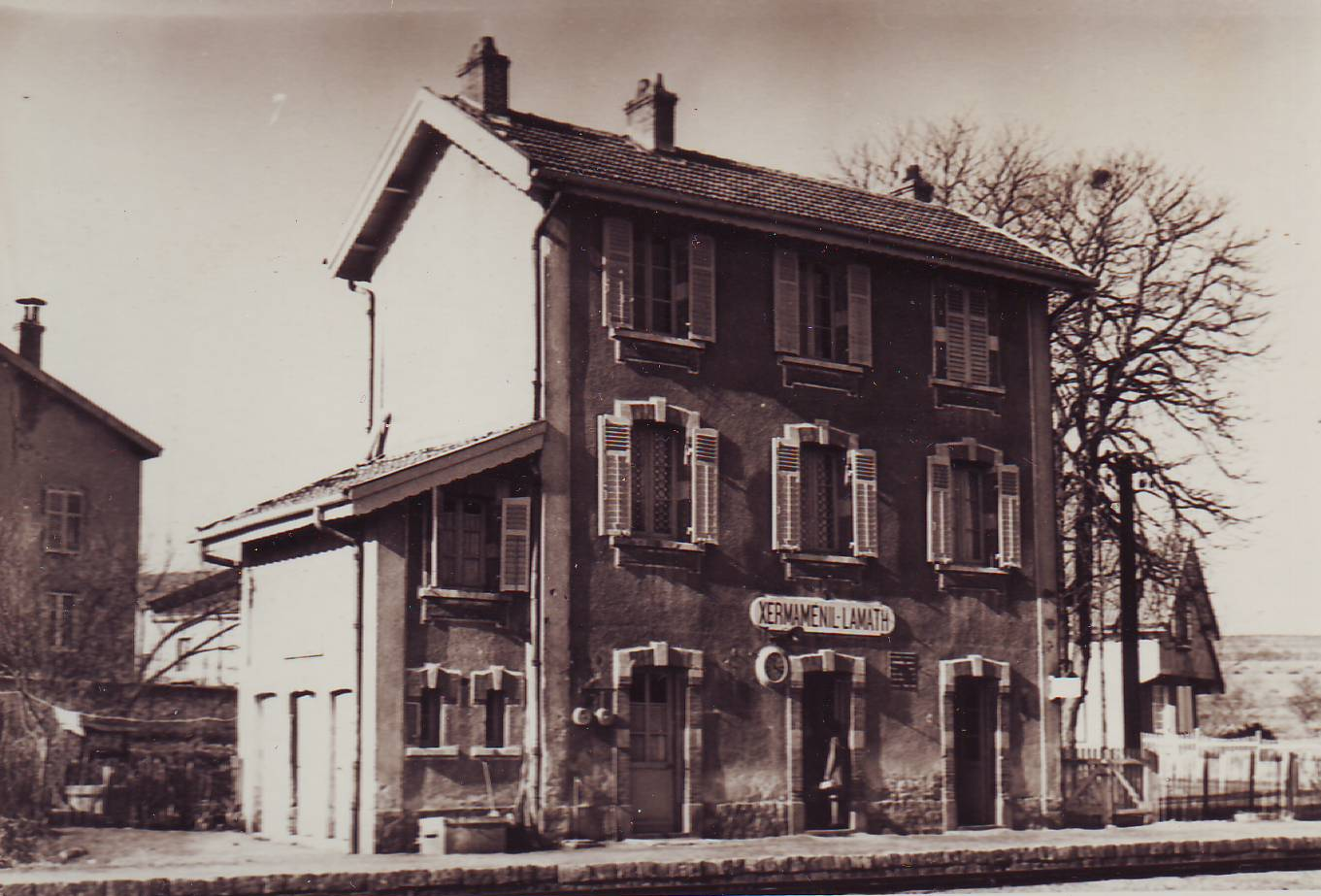
Bahnhof Xermaménil-Lamath im Jahr 1966

- Kirche St. Mansuetus (Église Saint-Mansuy)
- viele renovierte Häuser mit den für Lothringen typischen abgerundeten Hof- und Scheunentoren
- Die ehemalige Schrotmühle als Keimzelle des Dorfes wurde an einer künstlichen Abzweigung der Mortagne errichtet. Die heute noch erhaltenen Gebäude stammen aus dem 18. Jahrhundert. Lange Zeit wurde hier neben Mehl auch Rinde und Steingut gemahlen, um Farbstoffe herzustellen. 1890 wurde in der Mühle eine erste Turbine installiert, die 1980 durch eine neue, Strom produzierende Turbine der EDF ersetzt wurde.
- Schloss Froment (Château de Froment) aus dem 19. Jahrhundert

## Wirtschaft und Infrastruktur
In der Gemeinde sind sechs Landwirtschaftsbetriebe ansässig (Getreideanbau, Viehzucht). Darüber hinaus leben die Bewohner von kleinen Handwerksbetrieben oder arbeiten in der Steingut-Manufaktur im nahen Saint-Clément. Mehrere Einwohner pendeln auch ins nahe Verwaltungszentrum Lunéville.
Durch Xermaménil führt die Fernstraße von Lunéville nach Rambervillers (D 414), die dem Flusstal der Mortagne folgt. Von dieser Straße zweigt in Xermaménil eine weitere überregional bedeutende Straße nach Haroué ab (D 9). Eine weitere Straße verbindet Xermaménil mit der Gemeinde Mont-sur-Meurthe. Der Bahnhof Xermaménil-Lamath, am linken Mortagneufer im Gemeindegebiet von Lamath liegend, bot von der vollständigen Fertigstellung der Bahnlinie Mont-sur-Meurthe - Bruyères im Jahr 1911 bis zur endgültigen Stilllegung 1980 Anschlüsse an die größeren Orte der Umgebung. Von 1990 bis 1993 war es möglich, den Teilabschnitt von Xermaménil-Lamath nach Deinvillers mit Draisinen zu befahren. Die von der TER Lorraine betriebene Buslinie 14 Lunéville – Rambervillers – Bruyères hält im Stundentakt in Xermaménil und ersetzt damit die stillgelegte Bahnstrecke.

## Belege
1. ↑  virtueller Rundgang durch Xermaménil. (PDF; 1,2 MB) Archiviert vom Original (nicht mehr online verfügbar) am 4. März 2016; abgerufen am 28. Oktober 2012 (französisch).
2. ↑  Wappenbeschreibung auf genealogie-lorraine.fr (französisch)
3. ↑  toponymie de Lorraine (französisch)
4. ↑  Xermaménil auf cassini.ehess
5. ↑  Xermaménil auf INSEE
6. ↑  Landwirtschaftsbetriebe auf annuaire-mairie.fr (französisch)